# Государственная хоровая капелла Республики Абхазия
Государственная хоровая капелла Республики Абхазия — хоровой коллектив из Республики Абхазия. Единственный коллектив в мире, который уже почти 40 лет выступает в Новоафонской пещере. Основной концертной площадкой хора является зал Пицундского храма, построенного в XI веке, здесь хоровая капелла выступает в сопровождении органа.

## История

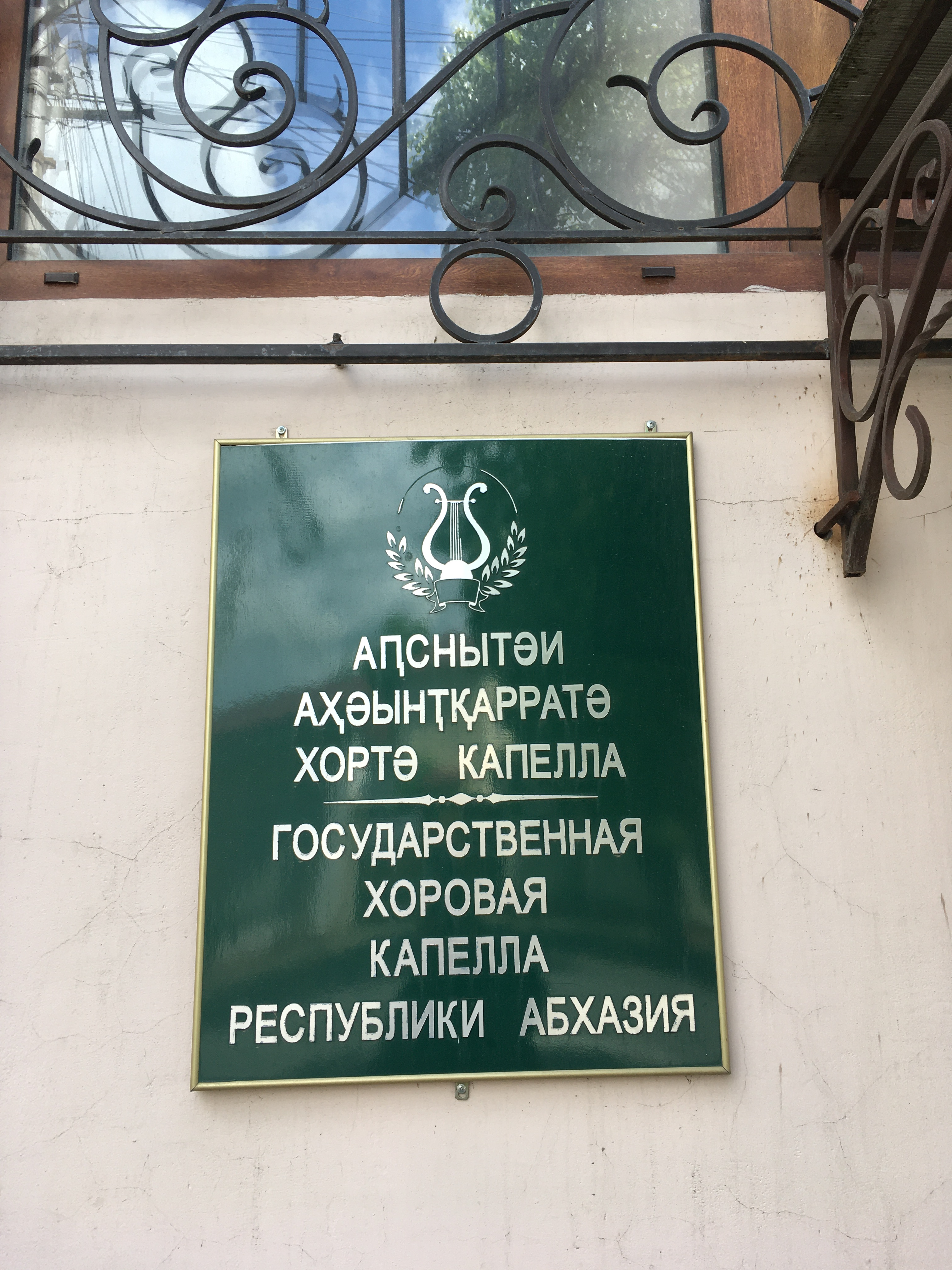

Государственная хоровая капелла Абхазии  была создана в 1969 г. при активном содействии известного абхазского композитора, видного музыкально-общественного деятеля А.Ч. Чичба.
С 1973 по 1981 гг. Капеллой руководил известный Московский дирижер, заслуженный деятель Абхазии и Грузии В.А. Судаков. Под его управлением коллектив капеллы приобрел признание и популярность, успешно гастролируя по городам и республикам бывшего Советского Союза, от Прибалтики до Сибири и Севера, ЦДРИ (Москва).
В 1981 году художественным руководителем и главным дирижёром Государственной хоровой капеллы Республики Абхазия был назначен выпускник Тбилисской государственной консерватории им. В.Сараджишвили Вячеслав Айба. В качестве художественного руководителя и главного дирижёра он продолжил гастроли по республикам СССР от Прибалтики до Сибири, выступая на таких концертных площадках, как Домский собор в Риге, Дом органной музыки в Киеве, Центральный Дом работников искусств в Москве (ЦДРИ), Смольный собор в Санкт-Петербурге и многих других. В 1983 году, за существенный вклад в развитие и популяризацию отечественного хорового искусства, указом Президиума Верховного Совета Абхазской АССР, Вячеславу Айба было присвоено почётное звание «Заслуженный деятель искусств Абхазской АССР». В период его руководства значительно расширяется репертуар капеллы, в программу включаются реквиемы Моцарта и Верди, произведения немецких композиторов Генриха Шютца и Ханса Лео Хаслера, а также новые сочинения абхазских композиторов Раждена Гумба, Алексея Чичба, Константина Ченгелия, Тото Аджапуа: «Отчизна моя» (сл. Д. Гулиа), «Элегия» (сл. Д. Ахуба), «Уарада» (сл. Г. Чачба), «На берегу Лона» (на сл. И. Тарба), «Небосвод» (сл. М. Микая), «Моя песня» (сл. К. Чачхалия) и др.
С 1986 по 1992 гг. руководителем Капеллы был выпускник Московской консерватории им. П.И. Чайковского, композитор, дирижёр народный артист Абхазии, кандидат искусствоведения  Н.В. Чанба. За время его работы коллектив неоднократно выезжал на гастроли. Выступали в Смольном соборе (Санкт-Петербург), в Германии, где один из концертов проходил в Берлинской филармонии  Фон-Караяна.
С 1996г. капеллой руководит засуженный деятель искусств Республики Адыгея, Народная артистка Республики Абхазия – Н.И. Аджинджал.
Хоровая капелла Абхазии – единственный коллектив в мире, который с 1975 года дает концерты в залах Ново-Афонской пещеры. Основной концертной площадкой Капеллы является зал Пицундского храма XI века, где хоровая капелла поет в сопровождении органа.
Государственная  хоровая капелла Абхазии отличается большим разнообразием исполняемого репертуара. Это русская духовная музыка, произведения зарубежных композиторов-классиков, песни народов мира, произведения абхазских композиторов – А. Чичба, Р. Гумба, Н.Чанба, Т. Аджапуа, К.Ченгелия, В.Царгуш.  Главное место в репертуаре занимают уникальные абхазские народные песни, которые являются золотым фондом музыкальной культуры и музыкального наследия абхазского народа.
Государственная хоровая капелла участвовала во многих престижных фестивалях — «Мир Кавказу» в Махачкале и Элисте, Всероссийский фестиваль хоровой музыки «Хрустальная лира» во Владимире, где завоевала первое место и призы зрительских симпатий.
В апреле 2010 года коллектив выступил в Большом зале Санкт-Петербургской филармонии, принял участие в Международном хоровом фестивале.
В 2009, 2010, 2011 и 2013 годах капелла принимала участие в хоровой программе Пасхального фестиваля.

## Исполняемые произведения
В программе капеллы произведения Бетховена, Моцарта, Доницетти, Молотте, Франка, Генделя, Гуно, Каччини, Вивальди, отечественных композиторов — А. Чичба, Р. Гумба, Н. Чанба, Т. Аджапуа, К. Ченгелия, В. Царгуш, абхазские народные песни, абхазские старинные христианские песнопения VI в., обрядовые песни, произведения русских композиторов — Рахманинова, Бортнянского, Чеснокова, Свиридова.
В репертуаре присутствует абхазское литургическое песнопение VI века, взятое с оригинала христианского литургического песнопения древних абхазов. Оно было найдено в 1975 г. в библиотеке им. Ленина в Москве композитором Тото Аджапуа и бывшим дирижёром капеллы Вадимом Судаковым. Впоследствии Тото Аджапуа обработал его для солиста и смешанного хора специально для хоровой капеллы Абхазии. Произведение с успехом исполняется на концертах и всегда вызывает интерес у зрителя.

## Фестивали
Государственная хоровая капелла Абхазии неоднократно занимала призовые места на всероссийских фестивалях. Капелла принимала участие во многих престижных международных фестивалях, где была удостоена разных наград.
Капелла неоднократно участвовала по приглашению Валерия Гергиева в Московском Пасхальном фестивале с 2009 года.
В 2019 впервые участвовала в XV Международном Осеннем хоровом фестивале имени профессора Бориса Тевлина на сцене Большого зала Московской консерватории.
В 2021 хоровая капелла Абхазии принимала участие в премьерном показе хоровой оперы А. В. Чайковского "Сказ о Борисе и Глебе" на первом фестивале русской музыки.

## Художественные руководители и дирижёры
Руководителями капеллы в разное время были композиторы: Чичба А. Ч., Гумба Р. Д. (1970—1973 гг.), а также дирижеры: Судаков В. А. (1973—1981 гг.), Дмитряк Г. А. (1981 г.), Айба В. М. (1981—1986 гг.), Чанба Н. В. (1986—1992 гг.). Джинджолия Н.И.( с 1996 по сегодняшний день)

## Награды
- Орден «Честь и слава» III степени (15 сентября 2015 года, Абхазия) — за вклад в развитие музыкального искусства и культуры Абхазии[6]